# AGM-76 Falcon

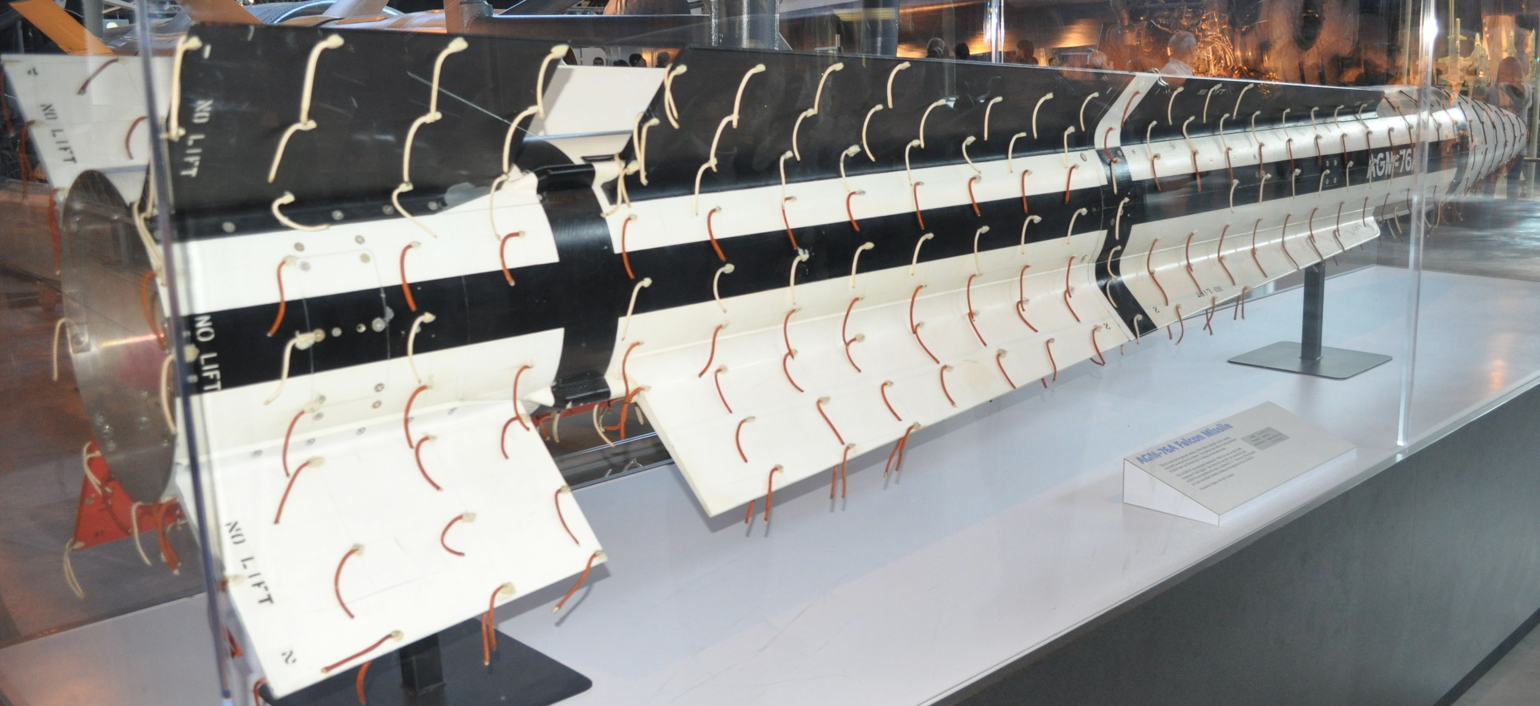
Modell der AGM-76 Falcon im Steven F. Udvar-Hazy Center

Die von Hughes entwickelte AGM-76 Falcon ist eine Weiterentwicklung der AIM-47 Falcon. Im Unterschied zu dieser sollte die AGM-76 nicht als Luft-Luft-Rakete, sondern als Luft-Boden-Rakete dienen.
Viele Daten über das AGM-76-Programm sind bis heute unbekannt, vieles ist daher spekulativ. Es scheint allerdings sicher, dass es sich bei der Falcon um eine Langstrecken-Luft-Boden-Rakete handelte, die mit dem Suchkopf der AGM-45 Shrike sowie einem etwa 113 kg schweren Gefechtskopf ausgestattet war. Als Trägerflugzeuge waren die Lockheed YF-12 und North American F-108 vorgesehen.
Zeitlich einzuordnen ist die AGM-76 in die Ära des Vietnamkriegs. Als Entwicklungszeitraum können je nach Quelle die 1960er-Jahre angesehen werden.